# فيليب شاف
فيليب شاف (1 يناير 1819 - 20 أكتوبر 1893) عالم لاهوت بروتستانتي ومؤرخ كنسي مولود في سويسرا وتلقى تعليمه في ألمانيا، قضى معظم حياته في العيش والتعليم في الولايات المتحدة.

## وصلات خارجية
- فيليب شاف على موقع الموسوعة البريطانية (الإنجليزية)